# Ozyptila heterophthalma
Ozyptila heterophthalma är en spindelart som beskrevs av Lucien Berland 1938. Ozyptila heterophthalma ingår i släktet Ozyptila och familjen krabbspindlar. Inga underarter finns listade i Catalogue of Life.